# Fass (North Bank Region)
Fass (Namensvariante: Fass Njaga Choi) ist eine Ortschaft im westafrikanischen Staat Gambia.
Nach einer Berechnung für das Jahr 2013 leben dort etwa 3020 Einwohner, das Ergebnis der letzten veröffentlichten Volkszählung von 1993 betrug 2040.

## Geographie
Fass liegt in der North Bank Region im Distrikt Lower Niumi. Der Ort liegt ungefähr 17 Kilometer nordöstlich von Barra, an der Straße nach Amdalai an der Grenze Senegals. Nach Amdalai sind es noch rund zweieinhalb Kilometer.

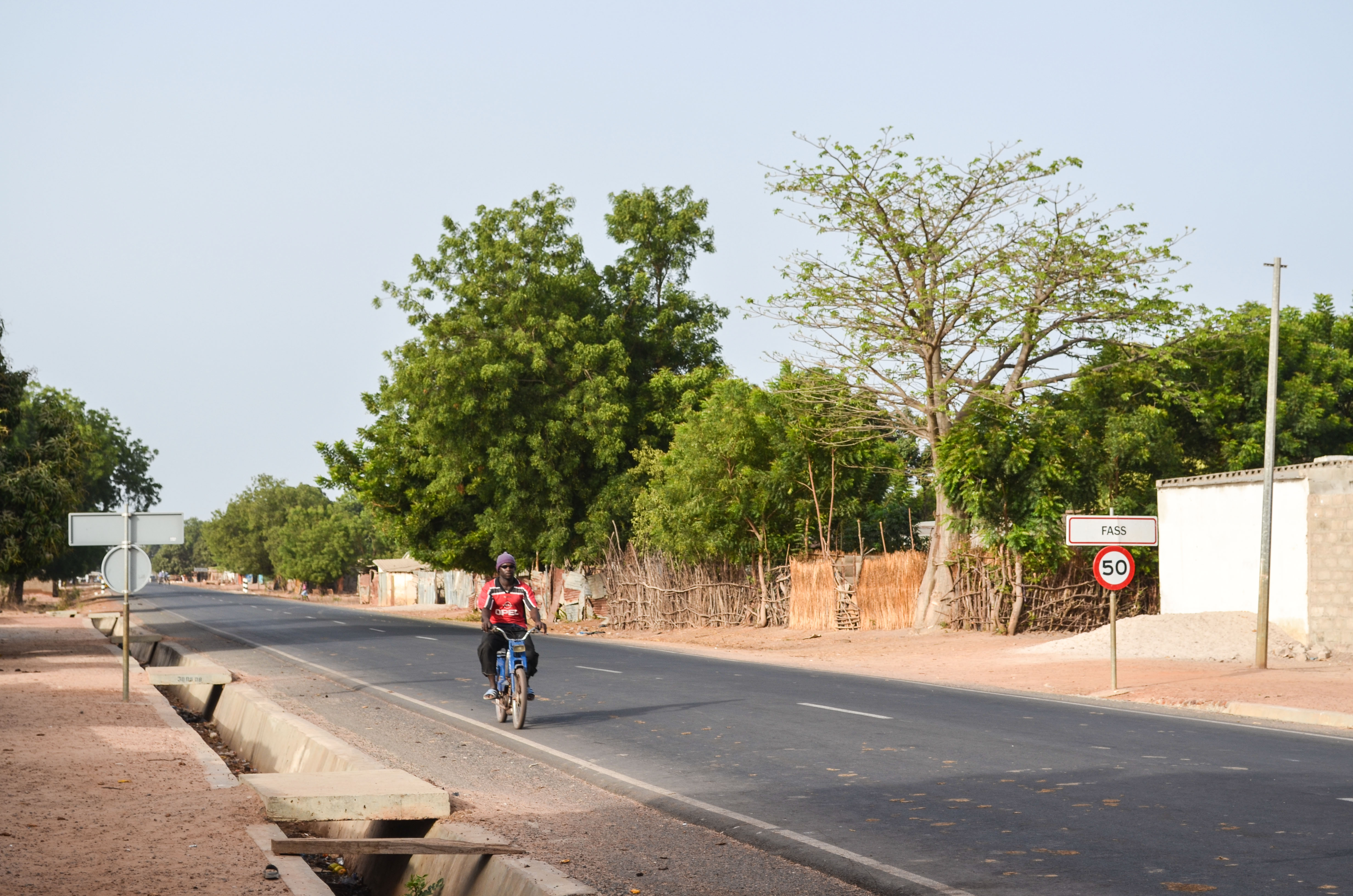
Straße bei Fass